# アムンセンの南極点遠征

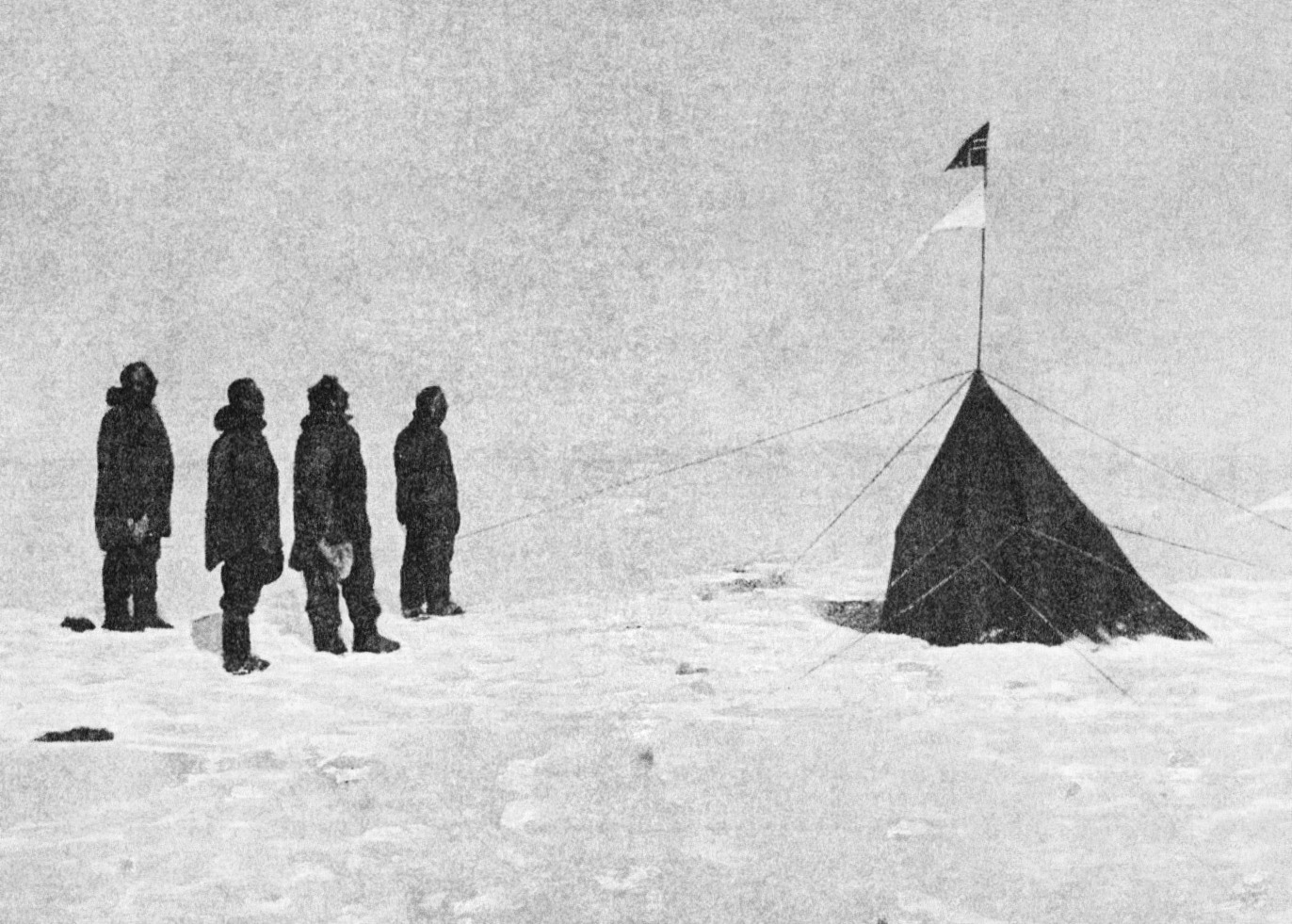
左からロアール・アムンセン、ヘルマー・ハンセン、スベア・ハッセル、オスカー・ウィスティング、1911年12月16日に南極点に立てられたテントの「ポールハイム」、頂点に立つ旗はノルウェーの国旗、下は「フラム」の印がある。オラフ・ビアランドが撮影

アムンセンの南極点遠征（アムンセンのなんきょくてんえんせい、英: Amundsen's South Pole expedition）は、1910年代初めに、ノルウェーの探検家ロアール・アムンセンが率い、地理上の南極点に初めて達した遠征である。アムンセンと他の4人の隊員が1911年12月14日に南極点に到着した。これはテラノバ遠征の一部としてロバート・ファルコン・スコットが率いたイギリス隊に先立つこと5週間だった。アムンセンとその隊は無事にその基地に戻ったが、スコットとその4人の隊員が帰還中に死んだことを後に知った。
アムンセンの当初の計画は北極に焦点を当てており、流氷に捉われた船で長期間漂流するという手段で北極点を征服することだった。フリチョフ・ナンセンの極圏探検船フラム号の利用権を獲得し、莫大な資金集めに取り掛かった。その遠征の準備をしている最中の1909年、アメリカ合衆国の探検家フレデリック・クックとロバート・ピアリーがそれぞれ北極点到達を主張したことで、その準備が中断された。アムンセンはその計画を変更し、南極点征服の準備を始めた。大衆と後援者が自分を支援してくれる程度がまだ不確かだったので、その変更した目標については秘密にしていた。1910年6月に出港した時、乗組員の大半は北極海の漂流のために乗船したものと信じていた。
アムンセンはグレート・アイス・バリアのクジラ湾に南極基地「フラムハイム」を設営した。補給所の設置や、災害になりそうになって終わった出発の失敗など、準備に数か月を掛けた後、アムンセンとその隊は1911年10月に南極点に向かって出発した。その過程でアクセル・ハイバーグ氷河を発見し、それが南極台地に、さらにその先に南極点への経路を提供することになった。この隊はスキーの使い方を習得しており、犬橇の使い方にも熟練していたので急速で比較的トラブルの少ない旅ができた。この遠征隊の他の業績として、キングエドワード7世半島を初めて探検したことと、広範な海洋巡航を行ったことが挙げられる。
この遠征の成功は広く称賛された。イギリスではスコットの英雄的な失敗の話がその功績に影を投げており、ノルウェー人が最初に南極点を踏んだことを認められなかったが、世界の他の国はそうではなかった。アムンセンが最後の瞬間までその真の計画を秘密にしておくと判断したことを批判する者もいた。近年の極圏歴史家達はアムンセン隊の技術や勇気を十分に認めている。南極点にある恒久的科学観測基地は、アムンゼン・スコット基地と名付けられている。

## 背景

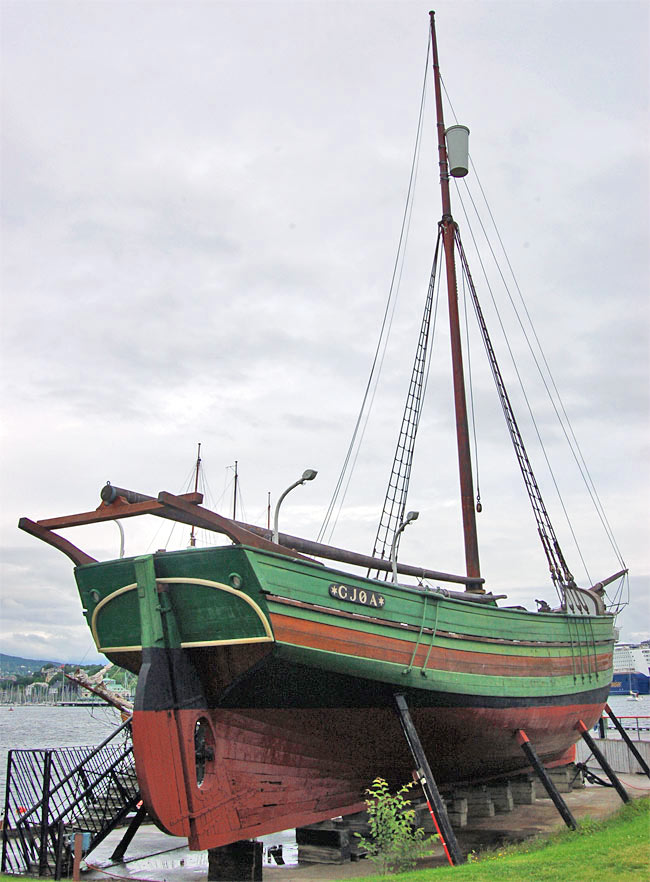
ヨーア号、1903年から1906年にアムンセンとその乗組員が北西航路を征服した小さなスループ

アムンセンは1872年に、ノルウェーのフレドリクスタ（クリスチャニア、現在のオスロから約80 km）で生まれた。船主の息子だった。1893年、クリスチャニア大学での医学の勉強を放棄し、北極に向かうアザラシ漁船マグダリーナに水夫として乗組む契約をした。数回の航海を経た後で二等航海士となり、海上にない時はノルウェーのハルダンガービッダ台地の厳しい自然の中でクロスカントリースキーの技術を上げた。1896年、同国人であるフリチョフ・ナンセンが極圏探検で挙げた功績に影響され、アドリエン・ド・ジェルラシの指揮するベルギー南極遠征隊に一等航海士として加わり、そのベルギカに乗船した。1898年初期、ベルギカはベリングスハウゼン海で叢氷に捉われ、ほぼ一年間動けない状態になった。この遠征隊はこのために自発的にではなく南極海で初めて越冬することになった。この間は乗組員の間に抑鬱、飢えに近い状態、狂気、さらに壊血病が広がることになった。アムンセンは冷静なままであり、全てのことを記録し、特に補助器具、衣類、食料など極圏探検技術のあらゆる面で、その経験を教材にした。
ベルギカの航海は南極探検の英雄時代と呼ばれることになる時代の始まりとなり、その後にはイギリス、スウェーデン、ドイツ、フランスからの遠征が続いた。しかし、アムンセンは1899年にノルウェーに戻ったときに、その注意を北に向け直した。遠征隊を率いて行く自分の能力に自信があり、当時大西洋から太平洋までカナダ北部諸島の迷路を抜けていく海図の無いルートだった北西航路を走破する計画を立てた。アムンセンは船長の資格を取得し、ヨーア号という小さなスループを手に入れ、北極航海用に改装した。スウェーデン国王およびノルウェー国王であるオスカル2世の後援を確保し、ナンセンの支持を得、十分な財政的裏付けも得て、1903年6月に出港した。乗組員は6人だった。この航海は1906年まで続き、完全な成功だった。何世紀もの間海の男たちを撥ね付けてきた北西航路が遂に征服された。アムンセンは34歳で国民的英雄になった。極圏探検家の中では第一等の者になった。
北極も南極も極圏探検はこの時代に活発だった。1906年11月、アメリカ人ロバート・ピアリーが北極点に挑んで失敗した最新の遠征から戻り、最北端87度6分まで行ったと主張したが、この記録は後の歴史家の間で議論になった。ピアリーは即座にさらなる挑戦のための資金集めを始めた。1907年7月、ベルギカ以来アムンセンの船乗り仲間だったフレデリック・クック博士が見かけ上は北に向けて狩猟の旅に出発したが、北極点に挑戦するという噂があった。1か月後、アーネスト・シャクルトンのニムロド遠征が南極に向けて出発し、ロバート・スコットはシャクルトンが失敗した場合の次の遠征を準備していた。アムンセンはイギリスに合わせて優先順位を南に変える理由がなく、公には南極遠征を率いていく可能性について語っていたものの、北極の方が好みの目標であるままだった。

## 準備

### ナンセンとフラム号

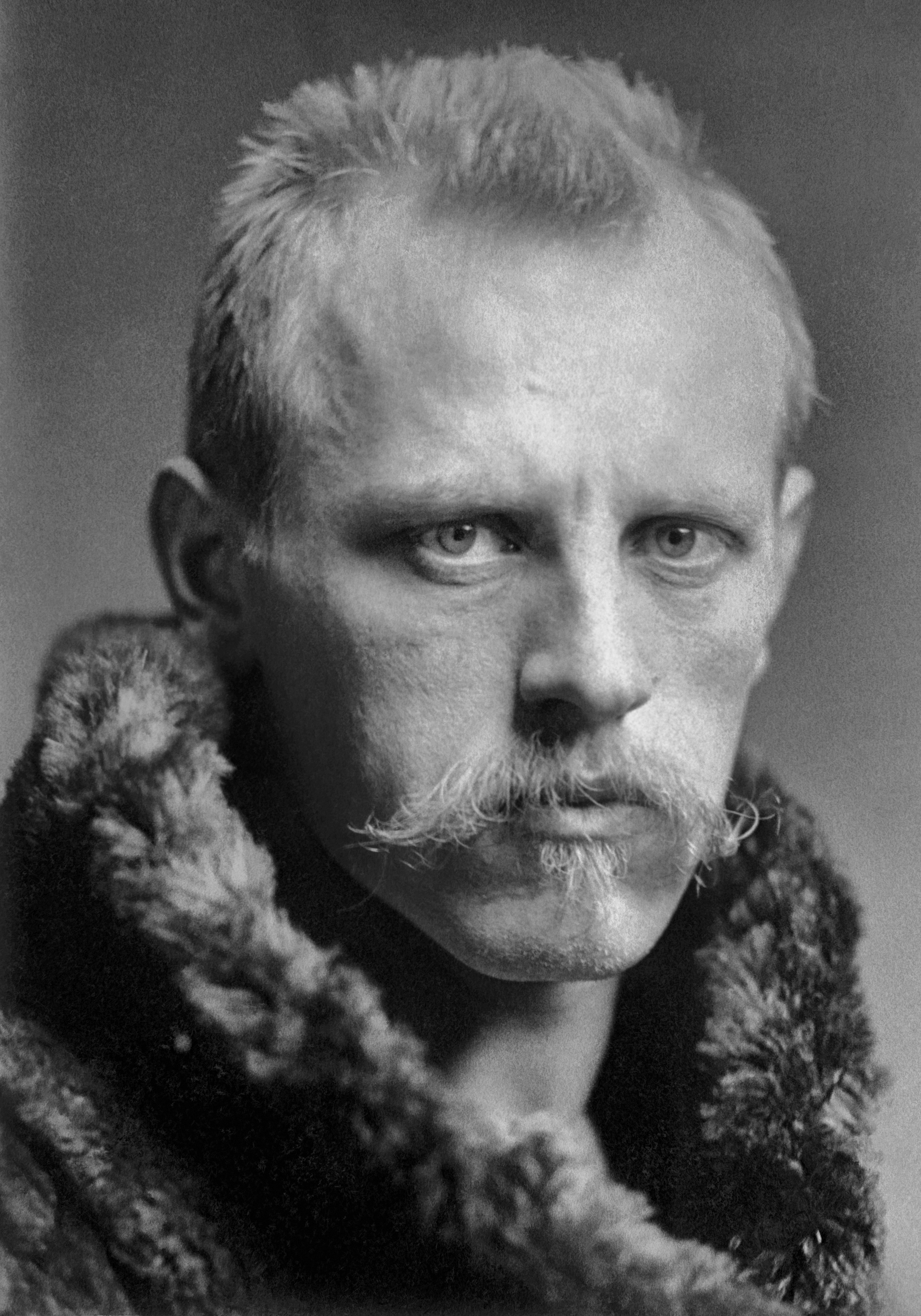
フリチョフ・ナンセン、1893年から1896年に行った北極海漂流がアムンセンに刺激を与えた

1893年、ナンセンがそのフラム号をシベリア北海岸沖の北極海叢氷の中に乗り入れさせ、グリーンランド方向に漂流させてその過程で北極点を通過することを期待した。結局、漂流しても北極点には近づかず、ナンセンとイェルマー・ヨハンセンによる徒歩で北極点に達するという試みは同じように失敗した。それでもナンセンの戦略は、アムンセン自身の北極作戦の基本だった。ベーリング海峡を通って北極海に入れば、ナンセンが出発した地点からかなり東であり、その船はより北向きに漂流し、北極点近くを通過すると考えた。
アムンセンはナンセンに相談した。ナンセンはフラム号がそのような挙行に唯一適した船であることを主張した。フラム号は1891年から1893年に、ノルウェーの指導的造船業者であり造船技師でもあるコリン・アーチャーが設計し建造していた。ナンセンの厳格な仕様に拠れば、長期間北極海の最も厳しい気象条件に曝されても耐えられるようになっている船だった。この船の最も顕著な特徴は丸くされた船殻であり、ナンセンに拠れば、「氷に捕まれたとしてもウナギのように滑り浮き上がる」というものだった。船殻の強度を上げるために、入手できる中でも最も硬い木材である南アメリカのグリーンハート材で覆われており、横桁や筋交いはその全長にわたって固定されていた。船の横幅は36フィート (11 m) であるのに対し、全長は128フィート (39 m) と、かなりずんぐりとした外観だった。この形が氷の中でその強度を上げたが、大洋では航行性能が悪かった。のろのろと動き、さらに乗り心地を悪くするローリングが起きやすかった。しかし、その外観、速度、航行性能は、数年に及ぶかもしれない航海の間、乗組員のためにしっかりとして暖かい避難所を与えることに比べては、二の次のことだった。
フラム号はナンセンの遠征で北極の氷に3年間近く浸かってていた後も、事実上無傷のままだった。帰って来たときに再度艤装され、オットー・スベアドラップの下で4年間、カナダ北部諸島の人が住まない領域100,000平方マイル (260,000 km2) の海図作製と探検に使われた。スベアドラップの航海が1902年に終わった後、フラム号はクリスチャニアに繋がれていた。この船は事実上国の持ち物ではあるが、ナンセンが最初にそれを使ったことがそれとなく了解されていた。ナンセンは1896年に北極海から戻った後、フラム号で南極に遠征することを切望していたが、1907年までにそのような望みが萎んでいった。その年9月遅く、アムンセンがナンセンの家に呼び出され、船を譲ると言われた。

### 最初の段階
アムンセンは1908年11月10日に開催されたノルウェー地理学会の会合でその計画を発表した。その計画ではフラム号でホーン岬を回って太平洋に出て、サンフランシスコで物資を補給した後に北に向かい、ベーリング海峡を抜けてポイント・バローに至る。そこからは真っ直ぐ氷の間に進み、その後4年ないし5年間に及ぶ漂流を始める。科学が地理的探検と同様に重要であり、連続した観測によって多くの未解決の問題を説明してくれるとアムンセンは期待した。この計画は熱狂的に受け入れられ、翌日ノルウェー国王ホーコン7世が募金リストを明けると2万クローネになっていた。1909年2月6日、ノルウェーの議会は船の再装備のために75,000クローネの補助金を認めた。遠征の資金集めと事業管理の全体はアムンセンの兄弟であるレオンに任され、アムンセンは組織の実際的な面に注力できるように計らわれた。
1909年3月、シャクルトンが南緯88度23分、南極点まで97海里 (180 km) に達した後引き返したという発表があり、アムンセンは南極に「小さな片隅が残っている」と考えた。アムンセンは手放しでシャクルトンの功績を称賛し、南極のシャクルトンは北極のナンセンに匹敵すると書き送った。シャクルトンに続いて、スコットは即座に「小さな片隅」に向かい、栄光をイギリス帝国のものとする遠征（テラノバ遠征）を率いる意思を確認した。

### 人員

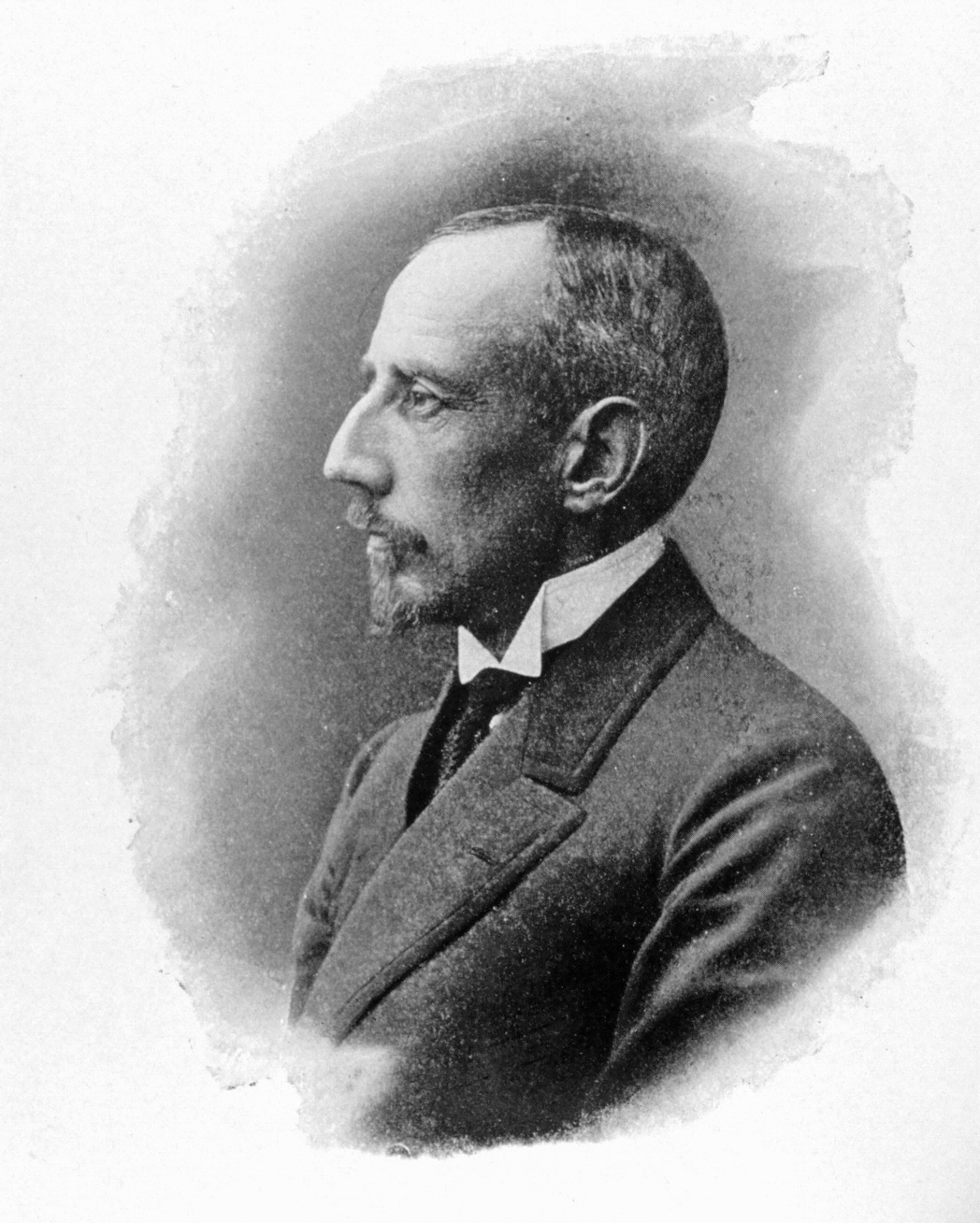
ロアール・アムンセン、遠征隊長

アムンセンは3人の海軍大佐を遠征の士官に選んだ。ソルバルド・ニールセンは副隊長になる航海士だった。他にイェルマー・フレデリク・イエルトセンとクリスチャン・プレストルドがいた。イエルトセンは医学の経験が無かったものの遠征の医師に指名され、外科と歯科の「即席養成コース」に派遣された。海軍の砲手オスカー・ウィスティングは何でもこなせるというプレストルドの推薦で採用された。ウィスティングは犬ぞりの経験がほとんど無かったがアムンセンはウィスティングが犬達に「独自の方法」を開発し、有用なアマチュアの獣医になったと記していた。
隊員として早く選ばれていたのがオラフ・ビアランドであり、熟練した大工かつスキー板製造者であるスキーのチャンピオンだった。ビアランドはノルウェーのテレマルク県モルゲダルの出身であり、スキーヤーの腕前で知られた地域であり、近代スキー技術のパイオニアであるソンダー・ノルハイムの出身地でもあった。アムンセンは、スキーと犬ぞりが北極での輸送では最も効率的な方法であるというナンセンの考えを共有しており、最も技能の高い犬ぞり御者を採用することにした。ヘルマー・ハンセンはヨーア号の航海でその価値を証明しており、再度アムンセンについて来ることに同意した。これに犬の専門家であり、スベアドラップが行った1898年から1902年のフラム号航海にも乗船したベテランのスベア・ハッセルが加わった。ハッセルは当初、アムンセンに同行してサンフランシスコまで行くつもりだった。アムンセンは有能なコックの価値を評価し、アドルフ・リンドストロームを確保した。リンドストロームはやはりスベアドラップのベテランであり、ヨーア号でもコックを務めていた。
アムンセンはベルギカとヨーアでの経験から、長旅には安定して仲良くやっていける仲間の重要性を学んでおり、そのような経験を積んだ人員と共にいればその遠征の中核になれると考えた。1909年を通じて人員募集を続け、フラム号の総勢は19人になった。この中で1人を除いてアムンセンが選んだ。その1人とはイェルマー・ヨハンセンであり、ナンセンの要請で加えられた。ヨハンセンはナンセンと共に壮大な漂流をしてから、落ち着いていることができなくなっていた。ナンセンやその他の者が彼を助けようと努力したものの、その生活は飲酒と借金という悪の循環に陥っていた。ナンセンは昔の仲間に、この分野では有能な者であることを示す最後のチャンスを与えたいと願った。アムンセンはナンセンの頼みを断れないと感じ取り、ためらいながらもヨハンセンを受け入れた。
フラム号の他の乗組員として、海洋学専門のビョルン・ヘランド＝ハンセン教授の学生であるアレクサンダー・クーチンがいた。クーチンはフラム号で航海して、南極大陸に上陸した最初のロシア人となった（ファビアン・ゴットリープ・フォン・ベリングスハウゼンやミハイル・ラザレフは南極大陸を発見したが、上陸はしなかった）。アムンセン隊が南極点に行ったとき、クーチンは船に留まり、南極海の海洋学的調査を実行していた。クーチンはブエノスアイレスから別の船でノルウェーに帰らなければならず、ヘランド＝ハンセン教授の元にこの遠征で得られた海洋学の資料を持ち帰った。それから間もなくヴラディミール・ルザノフと共に北極海航路探検に出て帰らぬ人となった。

### 計画の変更
1909年9月、新聞が報道したのは、クックとペリーがそれぞれ北極点に達したということであり、クックは1908年4月に、ペリーはその1年後に達していた。アムンセンはコメントを求められ、どちらの探検家についても即座に肯定することを避けたが、「おそらく何かやらなければならないことが残されている」と推測した。クックとペリーがそれぞれ主張することについての議論を避けていたが、自分の計画が大きく影響されることになることを即座に判断した。北極点を征服する魅力が無いとなれば、大衆の興味や資金を維持するために苦闘することになったであろう。「この遠征が残ったとしても、最後の大きな問題、南極点に挑み解決すること以外、私に残されたものはない」と記していた。かくしてアムンセンは南極に向かうことに決め、北極海漂流は、南極点が征服されるまで「1年か2年」待たしてもいいだろうということになった。
アムンセンはその計画変更を公表しなかった。スコットの伝記作者デイビッド・クレーンは、遠征隊の公的および民間の資金は北極海での科学的作業のために上げられていたのであり、後援者が提案される「方向転換」を理解するあるいは同意する保証は無かったと指摘している。さらに目標を変えることで、ナンセンがフラム号の利用権を取り上げる可能性もあり、あるいは議会が、スコットを弱らせ、イギリスを傷つけることを恐れて遠征を止めさせる可能性もあった。アムンセンは兄弟のレオンと副隊長のニールセンを除いて、他の誰にもその意図を話さなかった。この秘密がぎこちなさに繋がった。スコットがアムンセンに、地球の反対側を目指す彼らの2つの遠征を可能にする測定器具を贈り、そのデータを比較できるようにしていた。スコットがノルウェーでモーター駆動橇をテストし、アムンセンの家に電話をかけて協力を話し合おうとしたが、アムンセンは電話に出なかった。
内密で改定した遠征計画ではフラム号がノルウェーを1910年8月に離れ、大西洋唯一の訪問港であるマデイラ諸島に向かう必要があった。マデイラからは真っ直ぐ南極のロス海を目指し、ロス棚氷（当時はグレート・アイス・バリアと呼ばれた）の入り江であるクジラ湾に行き、そこでベースキャンプを設営しようと考えていた。クジラ湾はロス海の中で船が行くことのできる最南端だった。しかもスコットが目指しているマクマード・サウンドより60海里 (110 km)南極点に近かった。1907年、シャクルトンがクジラ湾の氷は安定していないと分析していたが、シャクルトンの記録をアムンセンが調べると、バリアのここが浅瀬や岩礁で削られており、安全でしっかりした基地を支えられると判断した。岸の部隊を上陸させた後、フラム号は大西洋で海洋学の調査を行い、その後翌年の初期に岸の部隊を拾いに来ることになっていた。

### 輸送手段、装備、物資

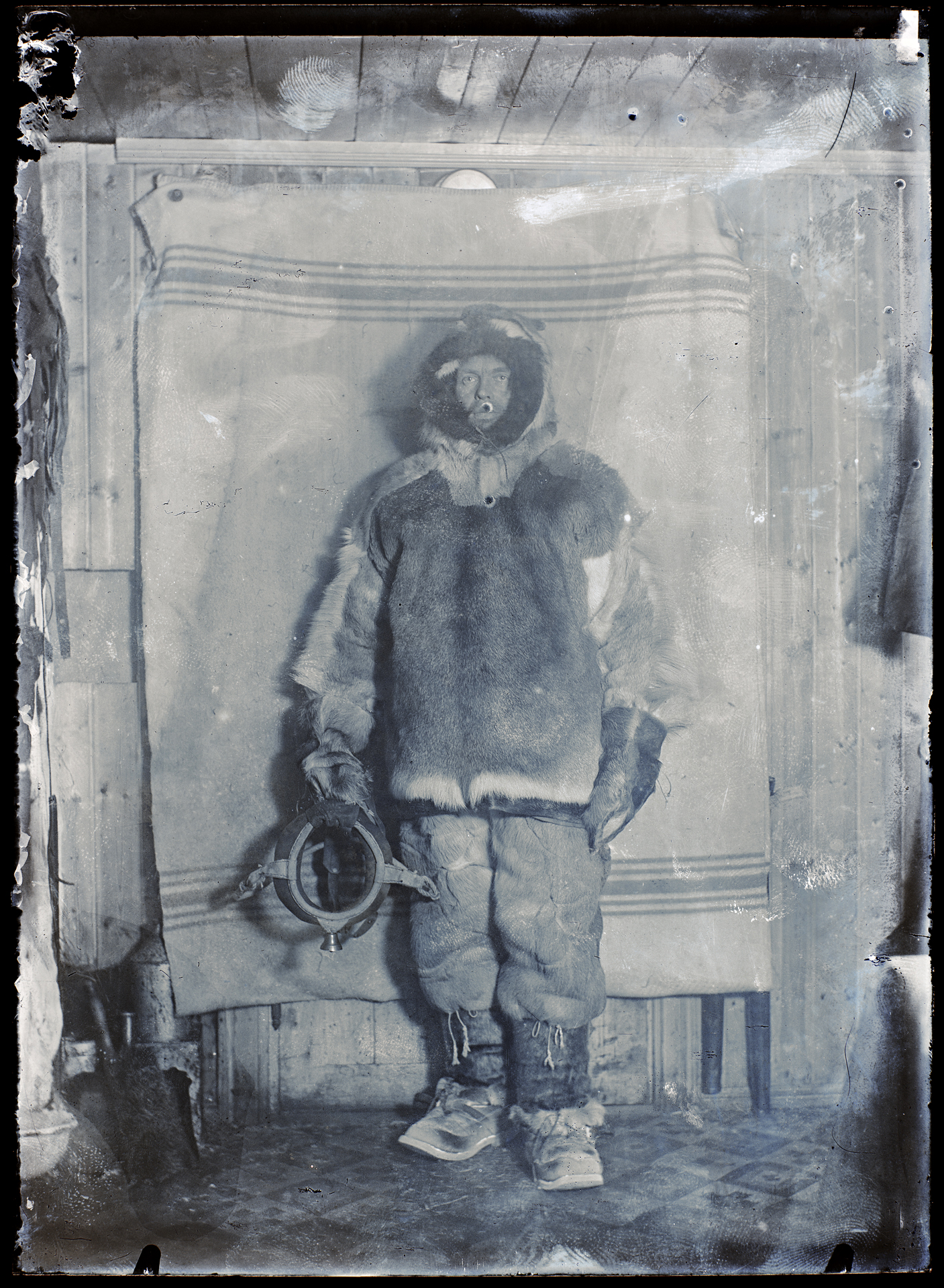
オラフ・ビアランド、冬季旅行用の服を着ている。「外観は格好よくなかったが、温かく強い服だった」

アムンセンは、イギリスの探検家が犬を明らかに嫌っていることを理解できなかった。「犬が主人を理解できないということがあるだろうか? あるいは犬を理解しないのが主人だろうか?」と記していた。南極に行くと決断した後、アムンセンは100匹のノースグリーンランド橇用犬を発注したが、それは入手できる最良で最強のものだった。荷物の運搬に用いられる動物としての耐久性以外に、他の犬に食べさせることができ、極圏探検隊の人間に新鮮な肉を供給できた。
隊員のスキー用ブーツはアムンセンが特別にデザインしたものであり、完璧なものを探して2年間のテストと修正を経て作られていた。極圏探検用の衣類はノーザングリーンランド産のシールスキンでできたスーツが入っており、トナカイの皮、オオカミの皮、バーバリーの布（ギャバジン）でできたネットシリク・イヌイットのスタイルに倣ったものだった。橇はノルウェー産のセイヨウトネリコ材を枠に、アメリカ・ヒッコリー材の滑走部に鉄を被せたものだった。スキー板もヒッコリー製であり、クレバスに滑落する可能性を減らすために特別に長かった。テントは「これまで使われた中でも最強で最も実用的である」ものであり、組み込みの床があり、柱は1本で良かった。行軍中の料理用には、ナンセンが工夫した特別調理器よりもスウェーデン製のプリマス・ストーブを選んだ。ナンセンの調理器は運ぶのにスペースを取りすぎると考えたからだった。
ベルギカでの経験から、アムンセンは壊血病の危険性に気付いていた。この病気の本当の原因はビタミンCの欠乏だったが、当時はそれが分かっておらず、一般には新鮮な肉を食べることで対応できると考えられていた。その危険性を減らすためにアムンセンは橇で運ぶ食料に加えて、アザラシの肉を定期的に摂る計画を立てた。特別な種類のペミカン（インディアンの保存食）も注文しており、野菜とオートミールが入っていた。「それより刺激があり、栄養があり、食欲をそそる食料は見つけるのが不可能だっただろう」と記していた。物資にはワインや蒸留酒が大量に入っており、薬用、祝祭用、さらに特別用途のためだった。アムンセンはベルギカの航海中に士気が落ちたことを記憶しており、約3,000冊の本、蓄音器、大量のレコード、幾つかの楽器を用意するなど余暇にも気配りした。

### 出発

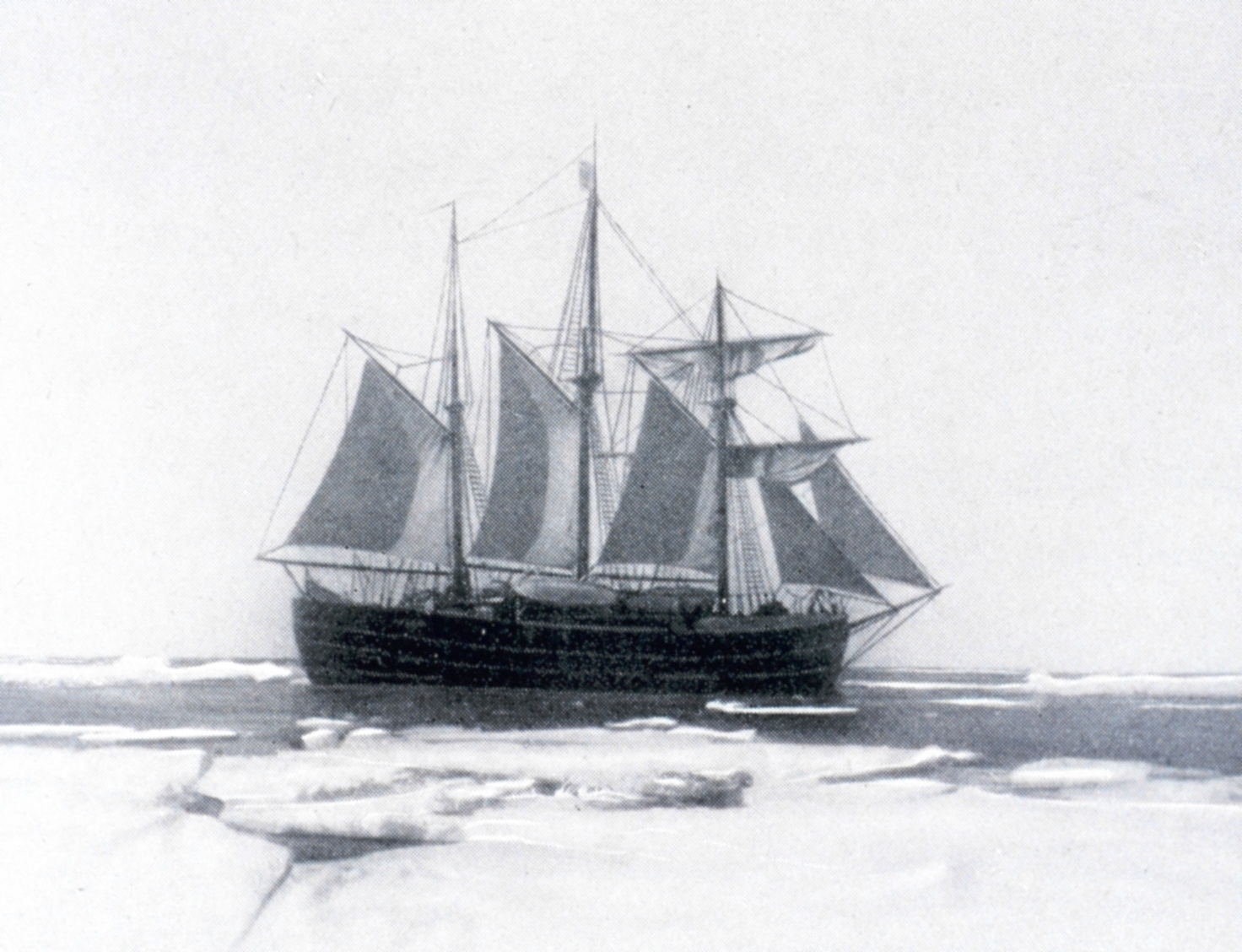
氷の中を航行中のフラム号

出発前の数か月間、遠征隊の資金集めが難しい状況になってきた。大衆の関心が限られていたので、新聞が取り扱いを取り消したり、議会がさらに25,000クローネの補助金要請を拒否したりした。アムンセンは自家を抵当に入れて遠征を破綻しないでいる状態に保った。借金が重く、自己破産しないためにも遠征の成功に全的に寄りかかっていた。
北大西洋で1か月間の試験的巡航を行った後、フラム号は1910年7月下旬にクリスチャンサンに入り、犬を積み、出発前の最後の準備をした。クリスチャンサンに居る間にアムンセンは、ノルウェーの国外居住者で、その兄弟がブエノスアイレスのノルウェー公使をしていたピーター・"ドン・ペドロ"・クリストファーセンから援助の申し出があった。クリストファーセンはモンテビデオまたはブエノスアイレスでフラム号に燃料やその他物資を提供するというものであり、その申し出をアムンセンはありがたく受けることにした。8月9日にフラム号が出発する直前、アムンセンは2人の若い士官、プレストルドとイエルトセンに遠征の真の目的地を打ち明けた。マデイラのフンシャルに向けた4週間の航海で、乗組員の間に不確かなムードが広がった。彼らは準備した物の意味が分からず、それを疑問にしても士官達からは曖昧な答えしか返ってこなかった。アムンセンの伝記作者ロランド・ハントフォードはこのことを「疑念を生み、士気を下げるには十分」と言っていた。
フラム号はフンシャルに9月6日に到着した。その3日後、アムンセンは乗組員に修正した計画を話した。北極に行く途中で南極に「回り道」をするつもりであり、北極が依然として最終目的地であるが、しばらくは待たねばならないと告げた。アムンセンがこの新しい提案を説明した後、各人にはついて来るつもりがあるかを尋ね、全員が肯定の反応をした。アムンセンはナンセンに宛てて長々しい手紙を書き、クックとピアリーによる北極点征服の主張が自分の当初の計画にとって如何に「留め」を与えたかを強調した。必要に迫られてその行動に移ることを強いられていると感じ、許しを請い、成功すれば如何なる攻撃にも耐えられることになるという期待を表明していた。
9月9日にフンシャルを出発する前に、アムンセンはスコットに電報を送り、計画の変更を伝えた。スコットの船、テラノバは大いに宣伝された中、6月15日にカーディフを出港しており、10月初旬にはオーストラリアに到着する予定だった。アムンセンが電報を送ったのは、メルボルンに宛ててだった。スコットは、アムンセンの計画についても、南極における目的地についても知らされず、「我々はこれから先に知ることになると思う」と王立地理学会の書記官ジョン・スコット・ケルティに宛てて記していた。アムンセンが計画を修正したという知らせはノルウェーに10月初旬に届き、概して敵対的な反応を引き起こした。ナンセンはそれを祝福し暖かく受け入れたが、アムンセンの行動は新聞や大衆から一部の例外を除いて非難され、資金提供もほぼ完全に干上がってしまった。イギリスでの反応は予想通り敵意をもって迎えられた。ケルティが当初示した不信表明が直ぐに怒りと侮蔑に変わった。王立地理学会の元会長で影響力が強かったクレメンツ・マーカム卿は「私はスコットにアムンセンの秘密の詳細を全て送った。...私がスコットなら、彼らを上陸させはしない」と記した。フラム号は世界の反応も知らずに4か月間南に航海した。1911年元日に最初の氷山を視認した。バリア自体は1月11日に視界に入った。1月14日、フラム号はクジラ湾に入った。

## 最初のシーズン、1910年–1911年

### フラムハイム

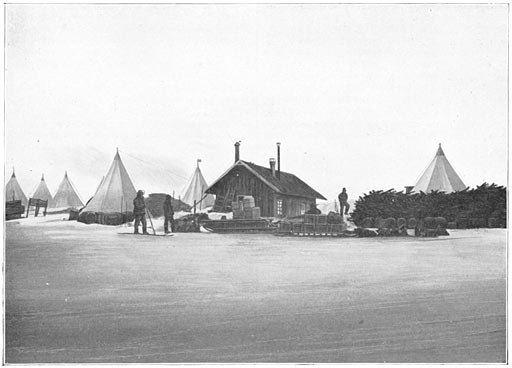
フラムハイムのベースキャンプ、1913年撮影

フラム号が氷の間に入り、湾の南東隅の入り江に停泊した後、アムンセンは遠征隊の主小屋を建てる場所を、船から2.2海里 (4.1 km) の場所に選定した。6組の犬橇隊が物資をそこまで運ぶために使われ、小屋を建てる工事が始まった。ビアランドとスタッベルードが氷の中深く基礎を据え、傾斜した地面を平らにした。風向きは東からに偏っていたので、小屋は東西方向を軸に建てられ、ドアは西に向いて付けられた。こうすれば風は短い東向きの壁だけで受けることになった。1月21日に屋根が吹かれ、その6日後に小屋が完成した。その時までに200頭のアザラシなど大量の肉が基地に運ばれ、岸の部隊が使うためと、南極点に向かう旅の前に補給所に置かれることになった。この基地は「フラムハイム」すなわちフラムの家と名付けられた。
2月3日早朝、思いがけなくテラノバがクジラ湾に到着した。テラノバはニュージーランドを1910年11月29日に発って、1911年1月初旬にマクマード・サウンドに到着していた。スコットとその本隊をそこで上陸させた後、テラノバはビクター・キャンベルが率いる6人の隊員を載せて、東のエドワード7世半島に向かっていた。この隊は当時まだ良く知られていなかった半島を探検するつもりだったが、海氷のために岸に近づけずにいた。船は上陸できそうな場所を探して、バリアの縁を西に動いているときに、フラム号に出逢った。スコットは以前にアムンセンがその基地をウェッデル海地域に造るものと推測していた。それは大陸の反対側にあった。アムンセンがここに居たことは、南極点への競争を60海里 (108 km) 前から出発できることを意味しており、イギリス隊にとっては警告になった。出逢った2つの隊は互いに丁重に振る舞った。キャンベルとその士官であるハリー・ペネルとジョージ・マレイ・レビックはフラム号船上で朝食を摂り、テラノバ船上での昼食で返礼した。アムンセンはテラノバが無線ラジオを持っていないことを知ってほっとした。それがあれば、極点到達勝利の報せを最初に届けたいというアムンセンの戦略を危険に曝す可能性があった。しかし、キャンベルがスコットのモーター駆動橇がうまく動いていると仄めかすことを言っていたことには心配させられた。それでもアムンセンはイギリス隊にキングエドワード7世半島を探検するための基地としてフラムハイム周辺の場所を使うよう提案した。キャンベルはその申し出を断り、スコットにアムンセンに関する情報を伝えるためにマクマード・サウンドに向かった。

### 補給所設置の旅

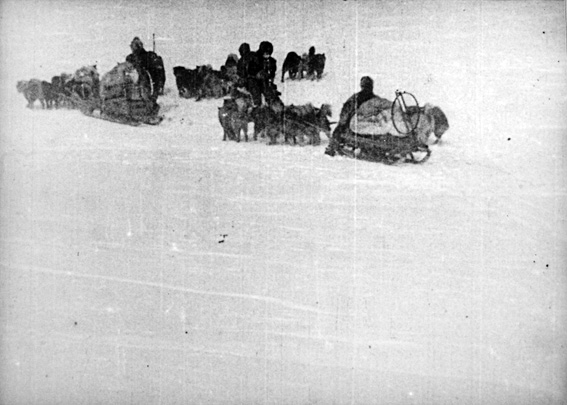
犬ぞりチームの隊員、1911年初期、バリア上にて

2月初旬、アムンセンはバリアを越える補給所設置の旅の編成を始めた。これは次の夏に南極点に向かうための布石だった。補給所は計画された経路に沿って一定の間隔で前もって設置されるものであり、南極点隊が携行する燃料と食料の量が限られているのを補うためだった。補給所設置の旅は装備、犬と人を初めて試す機会でもあった。2月10日に出発する最初の旅のために、アムンセンはプレストルド、ヘルマー・ハンセン、ヨハンセンを連れて行くことにした。18頭の犬が橇を曳くことになった。アムンセンは出発前にニールセンにフラム号に関する指示を残した。この船はブエノスアイレスに再補給に向かい、その後南氷洋の海洋学的調査計画を実行し、1912年になればできるだけ早くバリアに戻ってくることとされた。
4人の隊が南への旅を始めたとき、バリアに関する知識は以前の探検家が出版した本からのものだけであり、困難な移動条件を予測していた。バリアの表面は通常の氷河表面と似ていることに驚かされた。初日には15海里 (27 km) を進んだ。アムンセンはこのような条件下で犬達が如何に頑張っているかに注目し、イギリス隊がバリア上で犬の使用を嫌っていることを不思議がった。2月14日には南緯80度に達した。そこで補給物資を置いて、帰還の途に就き、2月16日にフラムハイムに戻って来た。
第2の補給所設置の旅は2月22日にフラムハイムを発った。8人の隊員と7台の橇、42頭の犬が出発した。バリアの状態は急速に悪くなっていた。平均気温は 9 °C (16 °F) 落ちており、以前は滑らかだった氷の表面に粗い雪が浮いていた。気温は -40 °C (-40 °F) まで落ちることもある中で、3月3日には南緯81度に達し、第2の補給所を設営した。アムンセンはヘルマー・ハンセン、プレストルド、ヨハンセン、ウィスティングと、最強の犬達と共に先に進み、南緯83度まで達することを期待していたが、困難な状況下で3月8日に南緯82度で停止した。アムンセンは犬達が疲れているのが分かった。隊は帰路につき、橇が軽くなっていたので迅速に進み、3月22日にはフラムハイムまで帰還した。アムンセンは旅が不可能になる極夜が迫っていたので、その前にさらに物資を南に運びたいと思った。3月31日、ヨハンセンが率いる7人の隊がフラムハイムを発って南緯80度の補給所に向かい、このとき殺した6頭のアザラシ、2,400ポンド (1,100 kg) の肉を持って行った。この隊はクレバスの原野で迷った後、予定より3日遅い4月11日に戻って来た。
結局、補給所設置の旅で3か所の補給所を設置し、アザラシの肉3,000ポンド (1,400 kg) と、灯油40英ガロン (180 L) を含む7,500ポンド (3,400 kg) の物資を運んだ。アムンセンはこの旅から多くのことを学んだ。特に2回目の旅で、犬達があまりに重い橇に苦闘したことだった。南極点行のときは犬の数を増やすことにした。必要ならば隊員の数を減らすことも考えた。またこの旅では隊員の間の不和、特にヨハンセンとアムンセンの間のものが出てきた。2回目の旅でヨハンセンは装備の性能に満足していないことを公然と口に出しており、アムンセンは自分の権威に対して挑戦されていると考えた。

### 越冬

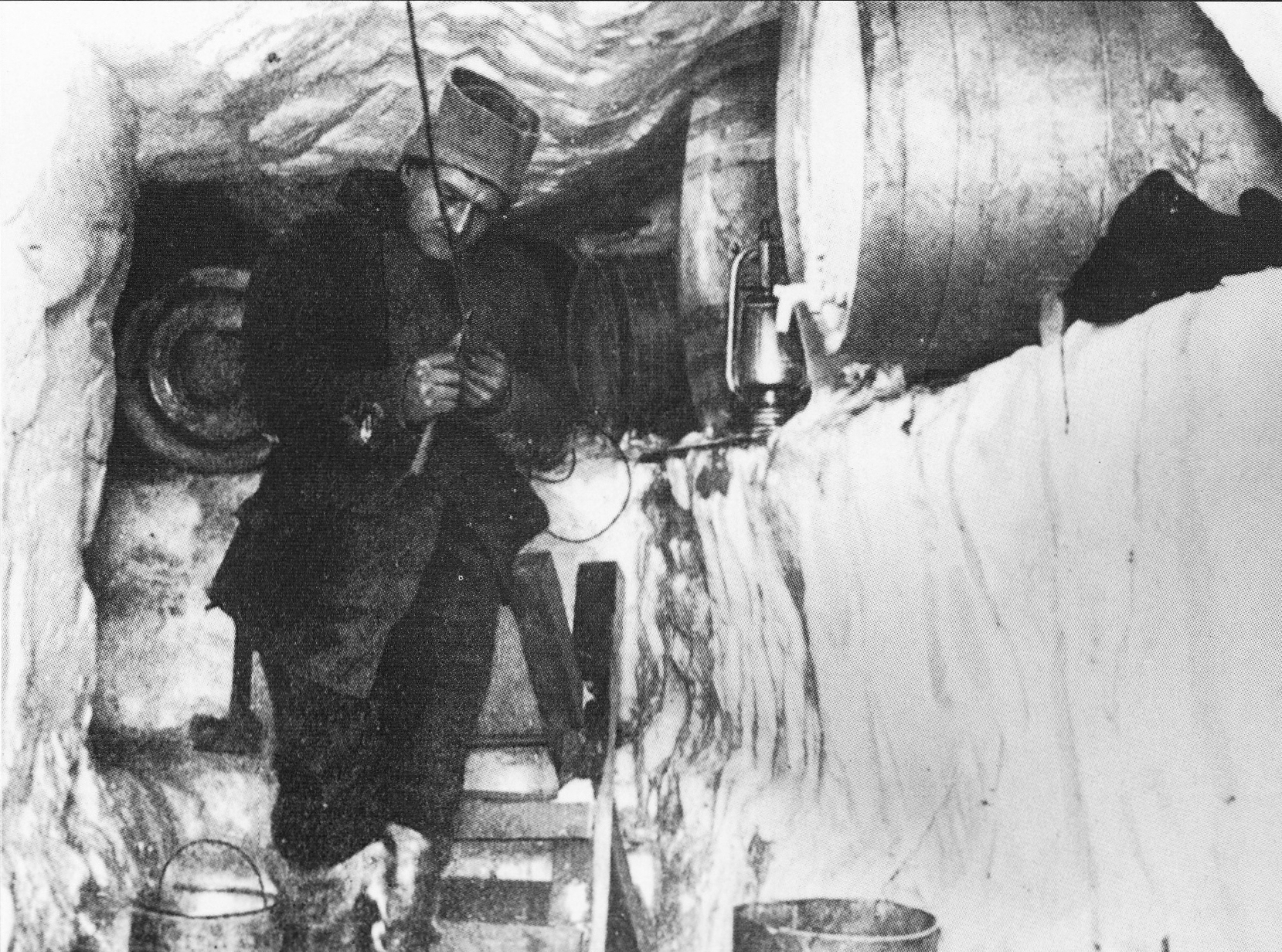
スベア・ハッセル、フラムハイムの灯油倉庫の中、1911年冬

フラムハイムでは4月21日に太陽が沈み、その後4か月現れない極夜になった。アムンセンは、ベルギカ遠征で冬の氷の間に閉ざされていた時のような退屈さと士気の低下に気を配っていた。橇を動かす可能性は無かったが、岸の隊は忙しくしていた。緊急を要する事項は橇の改良であり、補給所設置の旅ではうまく動かせていなかった。橇はこの遠征のために特別に選ばれたものに加えて、1898年から1902年にやはりフラム号で行ったスベアドラップの遠征で使った橇数台をアムンセンが持ってきていた。この時アムンセンはそれの方が今後の任務には向いているのではないかと考えた。ビアランドが木製部品に鉋をかけて古い橇の重量をほぼ3分の1だけ減らした。予備にあったヒッコリー材から独自の橇を新たに3台作り上げもした。改装された橇はバリアを横切るときに使い、ビアランドの新しい橇は旅の最終段階、南極台地で使うことにされた。ヨハンセンは橇に積む食料を準備し、ビスケット42,000 個、ペミカンの缶詰 1,320 個、それに約 220 ポンド (100 kg) のチョコレートとした。他の者はブーツ、調理道具、ゴーグル、スキー板、テントの改良を行った。壊血病の危険性と戦うために、冬になる前に大量に集めて凍らせたアザラシの肉を1日2回食べることにした。コックのリンドストロームは、瓶詰のホロムイイチゴ（クラウドベリー）やブルーベリーでビタミンCを補い、また新鮮な酵母を使って焼いた全粒小麦のパンを提供してビタミンBを補った。
アムンセンはその隊員と装備に信頼を置いていたが、ハッセルが記録しているように自分はスコットのモーター駆動橇がイギリス隊を成功に導くという恐れに悩まされた。これを考えにいれたアムンセンは太陽が戻ってくる8月下旬になれば直ぐに南極点への旅を始める計画を立てた。ただし、ヨハンセンはその季節ではあまりに寒くてバリアを越えられないと警告した。アムンセンの意見が通り、8月24日に太陽が戻ってきたときに、7台の橇を出発できるようにしておくことになった。ヨハンセンの心配は正当であるように見えた。最初の2週間は気象条件が厳しく、気温は −58 °C (−72 °F) まで下がって、出発を妨げた。1911年9月8日、気温が −27 °C (−17 °F) まで上がると、アムンセンはこれ以上待てないと判断し、8人の隊が出発した。リンドストロームのみがフラムハイムに留まった。

## 第二シーズン、1911年–1912年

アムンセン（右）とスコットの辿った経路

### 失敗した出発
隊は最初に良いスタートを切った。1日約15海里 (27 km) 進んだ。犬達が一生懸命走ったので、最強のチームの数頭を他のチームに付け替えて進み方のバランスを確保するようにした。隊員のオオカミ皮とトナカイ皮の衣服は移動している間の凍り付く気温にも対応できたが、止まったときに蒸れ、夜もほとんど眠れなかった。犬の足が凍傷になった。9月12日、気温が −56 °C (−69 °F) まで下がり、僅か4海里 (7.4 km) 進んだだけで停止し、風よけにイグルーを立てた。アムンセンはこのとき、その季節ではあまりに早く出発したことを認識し、フラムハイムに戻るべきと決断した。頑固さという理由で隊員や犬の命を無駄にしたくはなかった。ヨハンセンはその日記で、このように長く歴史ある旅をあまりに性急に始めされた愚かさについて記し、またイギリス人を倒すという強迫観念の危険性についても記していた。
9月14日、フラムハイムに戻る途中で、南緯80度の補給所に装備の大半を残し、橇を軽くした。翌日、強風と凍るような気温の中で、犬数頭が凍死し、他にも弱って歩けない犬は橇の上に乗せられた。9月16日、フラムハイムから40海里 (74 km) に来て、アムンセンは隊員にできるだけ早く帰るよう命令した。アムンセンは自分の橇を持っていなかったので、ウィスティングの橇に飛び乗り、ヘルマー・ハンセンとそのチームと競争になり、他のものを置いて行った。この3人は9時間後にフラムハイムに到着し、その2時間後にスタッベルードとビアランドが続き、その直ぐあとにハッセルが戻った。ヨハンセンとプレストルドはまだ氷の上であり、食料も燃料も無かった。プレストルドの犬が倒れ、その踵が酷い凍傷になった。彼らは夜半過ぎにフラムハイムに到着し、戻り始めてから17時間以上経っていた。
翌日、アムンセンはヨハンセンに、彼とプレストルドが何故そんなに遅くなったのかを尋ねると、ヨハンセンは怒って、みんなに捨てられたと感じ、隊員を後に残していく指導者を懲らしめようと思ったと答えた。アムンセンは後にナンセンに、ヨハンセンが「激しく反抗した」と伝えた。その結果、ヨハンセンは南極点行の隊から外され、探検家としてはかなりまだ若いプレストルドの下に付けられ、キングエドワード7世半島を探検する隊になった。スタッベルードもその隊に加わるよう説得された。アムンセン隊は、アムンセン、ヘルマー・ハンセン、ビアランド、ハッセル、ウィスティングの5人に減った。

### 南極点行

#### バリアと山脈

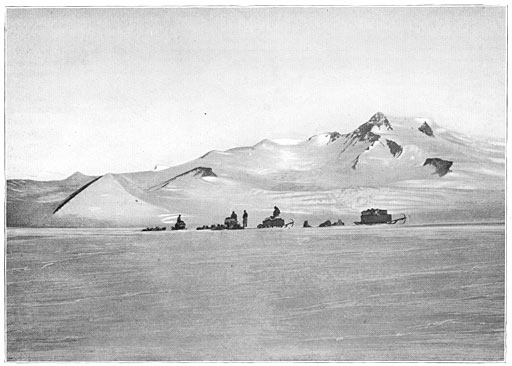
南極点行の途上

アムンセンは再度出発することに熱心だったが、10月半ばになって春の訪れを感じさせるまで待った。10月15日には出発できる状態だったが、天候のためにさらに数日間遅らされた。10月19日、隊員5人、橇4台、犬52頭が旅を始めた。天候が直ぐに悪化し、濃い霧の中で前年秋にヨハンセンの補給所設置隊が発見したクレバス原に迷い込んだ。ウィスティングは後に、足元の雪橋が崩れて、その橇がアムンセンを載せたままクレバスに飲み込まれそうになった様子を回想していた。
このように災難に近いものがあったが、隊は1日に15海里 (27 km) 以上進んだ。南緯82度の補給所には11月5日に到着した。その経路の3マイル (5 km) 毎に雪のブロックで作ったケアンで印をつけた。11月17日、バリアの縁に到達し、南極横断山脈に直面した。シャクルトンが開拓したベアドモア氷河を進むことにしたスコットとは異なり、アムンセンはこの山脈を抜ける独自のルートを開拓する必要があった。数日間その麓を探り、約1,500フィート (460 m) 登った後、隊ははっきりした経路と見られるものを発見した。それは険しい長さ30海里 (56 km) の氷河を上り、上の台地に繋ぐものだった。アムンセンはこれを、資金的に主要な後援者の1人にちなんで、アクセル・ハイバーグ氷河と名付けた。そこは隊員が予測したよりも厳しい登りだった。回り道をする必要があったためにかなり長くなり、また雪は深く柔らかだった。3日間苦労して上った後に氷河の頂点に達した。アムンセンはその犬達を手放しで褒め、そのような条件では働けないだろうと思っていたことを冷笑した。11月21日、隊は17海里 (30 km) 進み、5,000フィート (1,500 m) 登った5,000フィート (1,500 m).。

#### 南極点への行軍

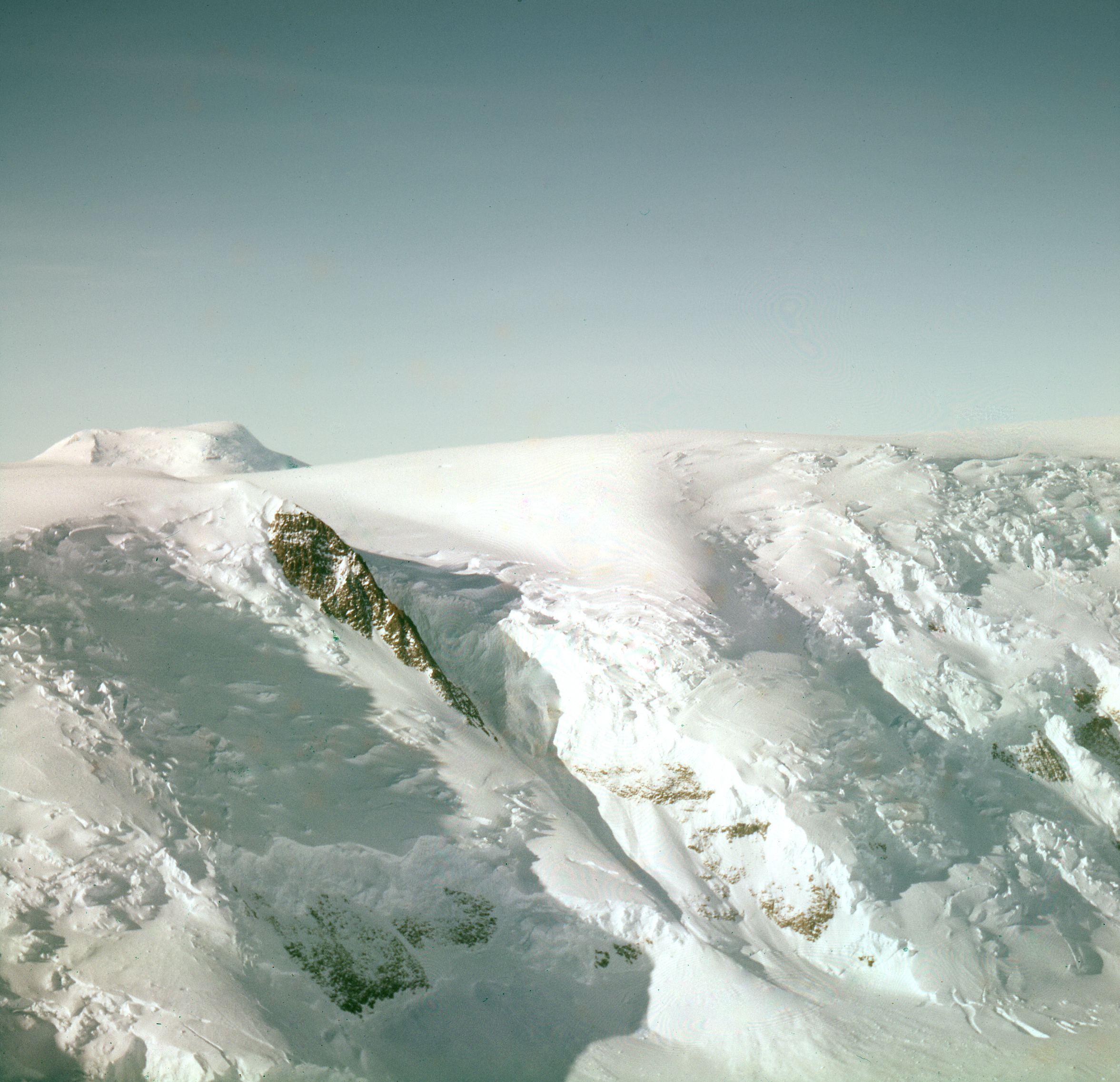
アクセル・ハイバーグ氷河の未確認部、アムンセンが南極台地に向かった経路の途上にある

氷河の頂点、標高10,600フィート (3,200 m) は南緯85度36分であり、アムンセンは旅の最終段階に備える支度をした。ここまで登って来た45頭の犬（7頭はバリアの段階で死んだ）のうち、18頭のみが前に進むこととし、残りは食料のために殺された。橇を御していた者のそれぞれが自分のチームの犬を殺し、皮を剥ぎ、その肉を犬と人間で分けた。アムンセンは「我々はその場所を肉屋と呼んだ」と回想している。「隊の中に抑鬱と悲しみがあった。我々はそれほど我々の犬達を好きになっていた」と記した。その後悔は豊富な食料を楽しむことで補われた。ウィスティングは特に肉の処理と提供で技能があることが証明された。
隊は3台の橇に60日まで行軍できる物資を積み、残った食料と犬の死骸を補給所として残した。悪天候のために出発できたのは11月25日になってからであり、霧が続く中で見知らぬ大地を慎重に進み始めた。度々クレバスで割れる氷の表面を移動するのであり、視界が悪いこともあって速度が落ちた。アムンセンはこの地域を「悪魔の氷河」と呼んだ。12月4日、隊は雪と氷の層の下にクレバスが隠されている地域に出てきた。隊員が上を通過するときに空洞のように感じたので、アムンセンは「不快な空洞」と呼んだ。アムンセンはこの地域を「悪魔の舞踏室」と名付けた。その日遅く、より硬い地域に出てきた。南緯87度だった。
12月8日、隊はシャクルトンの樹立していた最南端記録南緯88度23分を通過した。南極点に近づくに従い、別の遠征隊が自隊より前に行っていないか、景色を遮るものを探していた。12月12日に宿営しているときに、一瞬地平線の上に黒い物体が現れたが、これは自隊の犬が遠くで落ちている姿が鏡で拡大されたことが分かった。翌日、隊は南緯89度45分で宿営した。南極点まで15海里 (27 km) だった。さらに翌日の1911年12月14日、午後3時頃に、アムンセンは橇の前を移動していた仲間と南極点の近傍に到達したことを確認した。隊員はノルウェーの国旗を立て、その台地を「ノルウェー王ホーコン7世の台地」と名付けた。アムンセンは後にその成果を皮肉と共に振り返った「その願望とこれほど全く反対の目標を達成した者はいない。北極点の周辺は悪魔が取ったのであり、それは子供のときから私を魅了していた。そして今は南極点に立っている。これほど狂気じみたものがありえるだろうか?」
その後の3日間で、隊員は南極点の正確な位置を確認するために動いた。北極点ではクックとピアリーが争い論争になる主張をしていた後で、アムンセンはスコットのために間違いようの無い印を残そうと思った。一日の異なる時間に何度か六分儀で測定し、ビアランド、ウィスティング、ハッセルが異なる方向で測定して、南極点を「絞り」こんだ。アムンセンは少なくともそれらの1つが正確な地点を通っているはずだと推察した。最終的に隊はその観測によって計算できる実際の極点にできる限り近い場所にテントを張り、それをポールハイムと呼んだ。アムンセンはこのテントの中にスコットのための装置を残し、ホーコン国王に宛てた手紙を置いて、その配達をスコットに依頼した。

#### フラムハイムへの帰還の旅
12月18日、隊はフラムハイムへの帰還の旅を始めた。アムンセンはスコットより先に文明世界に帰り、最初にニュースを伝えると決めていた。それでも1日の行程を15海里 (27 km) に制限し、犬や人の力を温存させた。24時間の白夜の中で、概念上の夜の間に移動し、常に太陽を背にして雪盲の危険性を減らした。来る時に作った雪のケアンに導かれ、1912年1月4日には「肉屋」に着き、バリアに降り始めた。スキーを履いていた隊員は「滑降」できたが、橇を御するヘルマー・ハンセンとウィスティングの下りは不安定だった。橇は御しにくく、クレバスに遭遇したときに急停止できるよう、滑走部にブレーキを取り付けた。
1月7日、隊はバリアの上に設けた補給所の最初の所に到着した。アムンセンは速度を上げられると考え、その後は15海里 (27 km) 進むごとに6時間休憩し、次の行程に入るやり方にした。これによって1日30海里 (54 km) 進み、1月25日午前4時にフラムハイムに帰って来た。10月に出発した時に52頭いた犬のうち11頭が生還し、2台の橇を曳いてきた。南極点に達し、帰還する旅には99日を要したが、予定より10日早かった。全行程1,860海里 (3,440 km) だった。

#### 世界への情報発信
アムンセンはフラムハイムに戻ったときに、時をおかず次の行動に移った。小屋の中で最後の晩餐を摂った後、残っていた犬と貴重な装置をフラム号に積み、1912年1月30日遅くにはクジラ湾を出港した。最初の目的地はタスマニアのホバートだった。その5週間の旅の間にアムンセンは電報を用意し、マスコミに渡すことになる最初の報告書を書いた。3月7日、フラム号はホバートに到着し、アムンセンは直ぐにスコットからのニュースが届いていないことを確認した。アムンセンは即座に兄弟のレオン、ナンセン、ホーコン国王に電報を送った。翌日にはロンドンの「デイリー・クロニクル」に宛てて最初の全証言を発信した。同紙には排他的権利を売っていた。フラム号は2週間ホバートに留まり、その間にオーストラリア南極遠征に使われていたダグラス・モーソンの船オーロラが到着した。アムンセンは残っていた犬21頭を彼らに贈った。

### 遠征隊のその他の成果

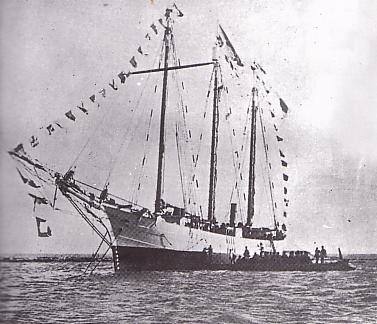
日本の南極船、開南丸

#### 東隊
1911年11月8日、プレストルド、スタッベルード、ヨハンセンがキングエドワード7世半島に向けて出発した。バリアの固い氷が、氷に覆われた陸地に変わる場所を見つけるのは難しかった。12月1日、間違いなく乾いた土地である所を初めて発見した。それは1902年のディスカバリー遠征中にスコットが記録したヌナタクだった。その地点まで到着すると、地質標本と苔の標本を集め、短期間周辺を探検した後に12月16日にはフラムハイムに戻った。この隊はキングエドワード7世半島に初めて足を踏み入れた者となった。

#### フラム号と開南丸
フラム号は1911年2月15日にクジラ湾を離れた後、ブエノスアイレスに向かって4月17日に到着した。そこでニールセンは遠征隊の資金が尽きていることを知った。船のために取っておかれたと思われていた金は現金化できなかった。幸い、アムンセンの友人ドン・ペドロ・クリストファーセンが近くに居て、以前に約束していた食料と燃料を供給してくれた。フラム号は6月には出港してその後の3か月間、南アメリカとアフリカの間の海洋学調査巡航を行った。9月にはブエノスアイレスに戻り、最終艤装と物資の再積み込みを行い、10月5日に南に向けて出港した。強風と嵐の海のために航海は長引いたが、クジラ湾には1912年1月9日に到着した。1月17日、フラムハイムにいた隊員は2隻目の船が現れたことで驚かされた。それは日本の白瀬矗が指揮する日本南極遠征隊を載せた開南丸だった。2つの遠征隊の間の対話は言葉の問題で限られたものとなったが、日本隊はキングエドワード7世半島に向かっていることが分かった。開南丸は翌日出発し、1月28日にはキングエドワード7世半島に隊員を上陸させた。これは海からこの半島に上陸したことでは初めてのことになった。それまでのディスカバリー遠征（1902年）、ニムロド遠征（1908年）、テラノバ遠征（1911年）全て失敗していた。

## 遠征の後

### 当時の反応

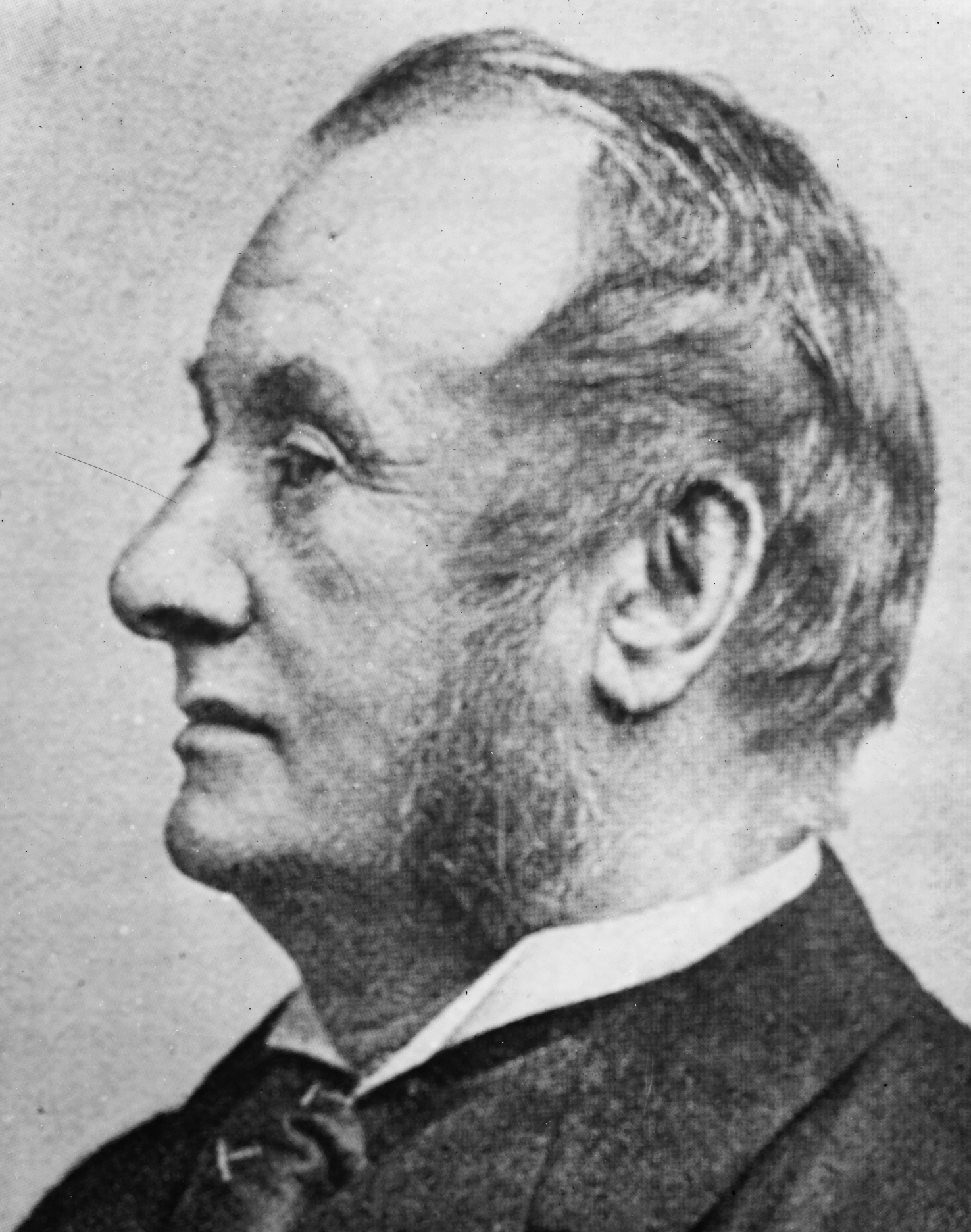
クレメンツ・マーカム卿、王立地理学元会長、アムンセンの計画変更を厳しく非難し、ノルウェーの成功には個人的な疑念を表明した

アムンセンはホバートで多くの祝電を受け取ったが、その中でもアメリカ合衆国大統領セオドア・ルーズベルトやイギリス国王ジョージ5世のものがあった。国王は、アムンセンが戻って来て最初に訪問した港がイギリス連邦の中にあったことに特別の喜びを表した。ノルウェーではその知らせが新聞の大見出しを飾り、国中で国旗が振られた。遠征隊参加者全員が、ホーコン国王がこの遠征を記念して創設したノルウェーの南極メダル (Sydpolsmedaljen)を贈られた。しかし、アムンセンの伝記作者ロランド・ハントフォードは、「喝采の陰の冷遇」を記録している。アムンセンの戦術に関して困惑の名残があった。ノルウェーのある新聞はアムンセンが新しいルートを発見しており、マクマード・サウンドからのスコットのルートを侵害していなかったことで、安心感を表明していた。
イギリスでは、アムンセンの勝利に対する新聞の反応が抑制されたものとなったが、概して肯定的だった。アムンセンの成功に財政的関わりがあった「デイリー・クロニクル」と「イラストレイテド・ロンドン・ニュース」の熱狂的な報道は別として、「マンチェスター・ガーディアン」は、如何なる非難の声もノルウェーの勇気と決断力で拭い去られると書いていた。雑誌「ヤング・イングランド」の読者は「勇敢な北国人」を妬まないよう推奨し、「ザ・ボーイズ・オウン・ペーパー」はイギリスの少年は全てアムンセンの遠征報告書を読むべきだと示唆した。「タイムズ」の通信員は、スコットが返事を出せないような時期になるまでアムンセンが情報を送れなかったことを柔らかく窘め、「不必要であったればこそ、スコット大佐よりも南極遠征で協力を歓迎した者はいなかっただろう。アムンセン船長がその誠実さを疑ったと言える者はおらず、彼は南極点に達したと言っているので、彼を信じなければならない」と記していた。
王立地理学会の指導層は少なくとも個人としてより敵対的な感情を表明した。彼らにとってアムンセンの成功は「汚いトリック」の結果だった。マーカムはアムンセンの主張が詐称ではないかと示唆した。「我々はテラノバの帰還まで真実を待たねばならない」と言っていた。1912年後半、王立地理学会会長のジョージ・カーゾン卿が「犬達に万歳三唱」を冗談めかして求めた後で、アムンセンが学会に軽視されていると感じると訴えた。シャクルトンはアムンセンの勝利を中傷する場に居らず、「おそらく今日最も偉大な極圏探検家」と言っていた。キャスリーン・スコットは夫の死の知らせを聞く前に、アムンセンの旅は「大変素晴らしい成功であり、...それを称賛しなければならないという苛立ちがあったとしてもである」と譲歩していた。

### スコットの悲劇
アムンセンはホバートを離れ、オーストラリアとニュージーランドを講演して回った。それからブエノスアイレスに行き、其処で遠征の報告書を書き上げた。ノルウェーに戻ると、報告書発表の監修を行い、つぎにイギリスを訪れて、さらにアメリカにおける長期の講演巡業を開始した。ウィスコンシン州マディソンに滞在中の1913年2月に、スコットと4人の隊員が1912年1月17日に極点に達したものの、その帰途において3月29日までに全員が死亡したとの知らせを受けた。スコット、ウィルソン、バウワーズの各遺体は南極の冬季が過ぎた1912年11月に発見された。第一声において、彼はその知らせを「恐ろしい、恐ろしい」と表現した。より改まった賛辞は次のようなものであった：「スコット隊長は、正直さ、誠実さ、勇敢さ、男を男たらしめるすべてに対して、記録を残した」。
ハントフォードによれば、スコット死亡の知らせは「勝者アムンセンが…犠牲者スコットにより影が薄くなった」ことを意味した。イギリスではスコットが高潔にふるまい、競争を公正に戦った者と扱う神話が急速に広まった。スコットが敗北したのは、対照的にアムンセンが自身の真の動機を隠し単に栄光を追い求める者であり、愚直な人力推進に依存するよりも犬に橇を引かせ、その同じ橇犬を食料として殺したからであった。それだけではなく、当時のイギリス上流階級の理解では、アムンセンは「職業的」（労働者階級のような有様）と捉えられ、このことにより彼の業績は何であれ低く見られた。この捉え方は、スコットの日誌と、同じく探検中に著した『一般に向けたメッセージ』の公表によって大いに補強された。「スコットの文才は彼の最後の手だ。それはまるで彼が埋もれたテントから手を伸ばし、復讐をしているようだった」とハントフォードは指摘した。それでも探検家たちの間ではアムンセンの名前は引き続き尊敬された。数年後に記されたテラノバ遠征（イギリス南極遠征）の報告書において、スコット隊の隊員であるアプスリー・チェリー＝ガラードは、アムンセンの成功の第一の理由を「彼の類まれなる資質」、とりわけ既知の道のりを後追いするよりも未知のルートを見つけ出すことを選択する勇気、にあるとした。

### 歴史的な認識
参照 アムンセンとスコットの遠征比較（英文）

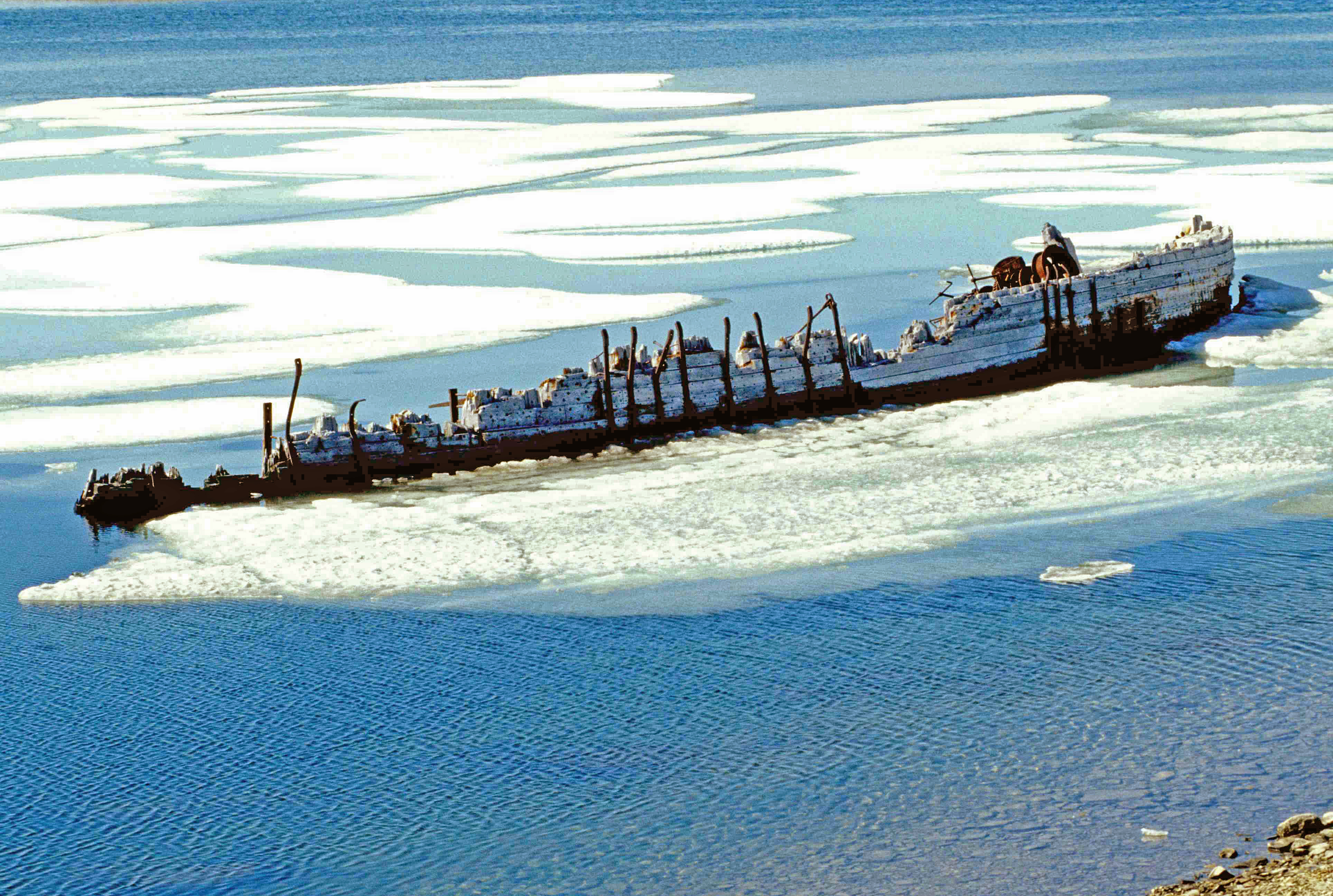
アムンセンの最後の船モードの残骸、カナダのビクトリア島ケンブリッジ湾、1930年に沈んだ場所

1914年に第一次世界大戦が勃発し、アムンセンの北極海漂流の開始が1918年7月まで遅れた。それは南極遠征が前座に位置づけられていたほどのものだった。そのときアムンセンは特別に建造された船モードで出発し、その後7年間も北極海に留まっていた。この船が北極点の上を漂流することはなく、その過程で北極海航路をすべて航行した2番目の船になった。アムンセンは1923年にこの遠征から離れ、残りの人生はほとんど空中からの極圏探検に捧げられた。1926年5月12日、リンカーン・エルズワースとウンベルト・ノビレと共に飛行船ノルゲに乗り、北極点上空を通過した。アムンセンと同乗していたウィスティングは北極と南極双方を見た最初の人になった。1928年、ノビレのその後の遠征を救出しようとしているときに、アムンセンはノルウェーとスピッツベルゲンの間の海に乗っていた飛行機と共に消えた。
アムンセンと共に南極点に立った4人は全てモードへの乗船も求められた。ビアランドとハッセルは辞退し、その後も極圏探検に加わることはなかった。ヘルマー・ハンセンとウィスティングはどちらもモード遠征に参加した。アムンセンが遠征隊を離れたときは、ウィスティングが隊長になった。1936年、ウィスティングはフラム号のオスロまでの最後の航海で船長となり、同船はそこで博物館に変わった。ヨハンセンは南極から戻っても普通の生活に戻ることができず、引退して発言しなくなった。その経験やアムンセンとの論争についての検討を拒否し、抑鬱と貧窮の生活に入った。1913年1月4日、オスロの家で拳銃自殺した。
スコットの神話は20世紀第4四半期まで続いたが、その後はその失敗がほとんどスコット自身の誤りによって引き起こされた「英雄的ヘボ人」として特徴づけられる者に評価が変わった。この肖像は極圏歴史家のステファニー・バルクゼウスキーが主張したものであり、スコットは批判できない者と考えられた初期の評価が誤っていたことを示した。21世紀初期、著作家達がスコットの悲劇について彼の無能以外の理由を推計して提案したので、その評判は幾らか回復した。スコットに新たにスポットライトが当てられたことで、アムンセンの功績も注目された。バルクゼウスキーは、「アムンセンとその隊員は優れた計画、犬ぞりとスキーの長い経験、素晴らしい肉体的スタミナによって南極点に達した」と記している。ダイアナ・プレストンのスコットの遠征隊に関する証言では、アムンセンの成功の要因を明確にすることにおいて同じくらい具体的である。アムンセンは南極点に達するという1つの目標に焦点を当てたのに対し、スコットは地理的探検と科学的知識のせめぎ合う主張を和解させなければならなかった。「実際的で経験を積んだ専門家であるアムンセンは注意深く計画を立て、北極で学んだあらゆる教訓を適用し、既に十分試された輸送手段に依存し、感傷的にならずに食料の可能性を追求した。隊員の管理においても効率的で感情に取らわれなかった」と記している。1957年に南極点に設立されたアメリカ合衆国の科学観測基地はアムンゼン・スコット基地と名付けられ、2人の極圏開拓者の記念としている。

## 原註と脚注
原註
1. ↑   幾つかの史料ではこの日付を12月15日としている。西半球と東半球は南極点で合流してしまうので、どちらの日付も正しいと考えられるが、アムンセンは、ホバートに届いた最初の電報報告書でも、その完全な報告書『南極点』でも12月14日としているThe South Pole.[1][2]
2. ↑   ノルウェーは1905年にスウェーデンから分離した。スウェーデンのオスカル王はノルウェーの王座から降り、デンマークのカール王子がノルウェー王ホーコン7世となった[24]
3. ↑   ピアリーは直ぐにクックの主張を嘘だと非難し、その後の調査でもクックの記録に重大な疑いを投げかけることになった。ピアリーのデータはクックから異議が出ていたが、その遠征を後援したナショナルジオグラフィック協会からは問題なしに受け入れられた。大衆のクックに向けた支持は急速に萎んだが、アムンセンのものなど幾らかは保持していた。ピアリーは20世紀後半に調査が行われるまで北極点の征服者として一般に認められていたが、特に探検家ウォリー・ハーバートが、ピアリーは実際には北極点に達していなかったことを示した。[40][41]
4. ↑   アムンセンの氷が削られるという理論は最終的に間違っていることが分かった。ただし、そのキャンプに近い氷は1987年と2000年まではっきりと割れて行くことがなかった[47]
5. ↑   この電報の正確な言葉づかいについては様々に報告されているCrane and Preston, p. 127は「南に向かう」という分を記録している。Jones, p. 78, and Huntford (The Last Place on Earth) 1985, p. 299は少し長く「フラム号が南極に向かっているのをお知らせしたい」となっている
6. ↑   アムンセンは遠征隊を海の隊と岸の隊の2つに分けていた。海の隊はニールセンの指揮下にフラム号で航海することとしていた。岸の隊はアムンセン、プレストルド、ヨハンセン、ヘルマー・ハンセン、ハッセル、ビアランド、スタッベルード、ウィスティング、リンドストロームの9人だった。The South Pole, Vol. I, p. 179, では、アムンセンが岸の隊からウィスティングを外したとしている[86]
7. ↑   その他この地域で遭遇し、大まかに初めて地図化されたた地形に、アムンセンとその仲間は名前を付けたが、その大半は遠征を後援してくれた者の名だった。例えば、クイーンモード山脈、プリンス・オラフ山脈、フリチョフ・ナンセン山、ドン・ペドロ・クリストファーセン山、ヴィルヘルム・クリストファーセン山、ハンセン山、ウィスティング山、ハッセル山、ビアランド山、エンゲルシュタット山、リブ氷河、ニールセン台地があった

脚注
1. ↑  Huntford (The Last Place on Earth) 1985, p. 511.
2. ↑  Amundsen, p. xvii, Vol. I.
3. ↑  Langner, pp. 25–26.
4. ↑  Huntford (The Last Place on Earth) 1985, pp. 43–57.
5. ↑  Langner, p. 41.
6. ↑  Huntford (The Last Place on Earth) 1985, pp. 64–74.
7. 1 2  Langner, pp. 78–80.
8. ↑  Maxtone-Graham, pp. 230–36.
9. ↑  Herbert, pp. 191–201.
10. ↑  Fleming, pp. 348–49.
11. ↑  Fleming, p. 351.
12. 1 2  Barczewski, pp. 60–62.
13. ↑  Langner, pp. 82–83.
14. ↑  See Scott, J.M., pp. 140–94 for a summary account of Nansen's Fram expedition.
15. ↑  Huntford (The Last Place on Earth) 1985, p. 194.
16. 1 2 3  Huntford 2001, pp. 547–49.
17. ↑  Huntford 2001, pp. 183–86.
18. 1 2  Nansen, pp. 62–68, Vol. I.
19. 1 2  The Fram Museum.
20. ↑  Fleming, p. 240.
21. ↑  Fairley, pp. 260–61.
22. ↑  Scott, J.M., pp. 244–45.
23. ↑  Huntford (The Last Place on Earth) 1985, pp. 197–200.
24. ↑  Scott, J.M., pp. 200–02.
25. ↑  Huntford (The Last Place on Earth) 1985, p. 205.
26. ↑  Huntford (The Last Place on Earth) 1985, pp. 204–06.
27. ↑  Amundsen, pp. 36–41, Vol. I.
28. ↑  Riffenburgh, p. 300.
29. 1 2  Huntford (The Last Place on Earth) 1985, pp. 205–07.
30. ↑  Amundsen, p. 72, Vol. I.
31. 1 2 3  Huntford (The Last Place on Earth) 1985, pp. 247–51.
32. ↑  Amundsen, p. 102, Vol. I.
33. ↑  Amundsen, pp. 137–38, Vol. I.
34. ↑  Weinstock, J. "Sondre Norheim: Folk Hero to Immigrant".
35. ↑  Huntford (The Last Place on Earth) 1985, pp. 90 and 248.
36. ↑  Huntford (The Last Place on Earth) 1985, pp. 276–77.
37. ↑  Huntford 2001, pp. 518–19, 542.
38. ↑  Barr 1985.
39. ↑  The New York Times, 8 September 1909.
40. ↑  Fleming, pp. 365–89.
41. ↑  Herbert, pp. 273–329.
42. ↑  Amundsen, pp. 42–43, Vol. I.
43. 1 2  Crane, pp. 425–26.
44. ↑  Barczewski, p. 62.
45. 1 2 3 4  Amundsen, pp. 45–7, Vol. I.
46. ↑  Jones, pp. 78–79.
47. ↑  Solomon, pp. 94–95.
48. ↑  Amundsen, pp. 62–64, Vol. I.
49. ↑  Amundsen, p. 58, Vol. I.
50. ↑  Huntford (The Last Place on Earth) 1985, p. 210.
51. ↑  Solomon, p. 163.
52. ↑  Amundsen, pp. 78–79, Vol. I.
53. ↑  Amundsen, p. 76, Vol. I.
54. ↑  Amundsen, p. 77, Vol. I.
55. ↑  Amundsen, pp. 85–86, Vol. I.
56. ↑  Preston, p. 219.
57. ↑  Amundsen, p. 51, Vol. I.
58. ↑  Amundsen, p. 55, Vol. I.
59. ↑  Amundsen, pp. 68–70, Vol. I.
60. ↑  Huntford (The Last Place on Earth) 1985, pp. 244–45.
61. ↑  Roald Amundsen's Dog Farm
62. ↑  Huntford (The Last Place on Earth) 1985, p. 275.
63. ↑  Huntford (The Last Place on Earth) 1985, pp. 277–78.
64. 1 2  Amundsen, pp. 125–31, Vol. I.
65. ↑  Langner, p. 115.
66. ↑  From text of Amundsen's letter, quoted in Huntford (The Last Place on Earth) 1985, pp. 279–80.
67. ↑  Crane, p. 423.
68. ↑  Huntford (The Last Place on Earth) 1985, pp. 300–01.
69. ↑  Barczewski, pp. 65–66.
70. ↑  Crane, p. 428.
71. ↑  Amundsen, pp. 138–68, Vol. I.
72. ↑  Huntford 1979, pp. 335–38.
73. ↑  Amundsen, pp. 181–82, Vol. I.
74. ↑  Turley, pp. 73–74.
75. ↑  Langner, p. 124.
76. ↑  Amundsen, p. 194, Vol. I.
77. ↑  MacPhee, p. 87.
78. ↑  Huntford 1979, p. 368.
79. ↑  Solomon, p. 93.
80. ↑  Cherry-Garrard, p. 135.
81. ↑  MacPhee, pp. 89–92.
82. ↑  Langner, p. 132.
83. ↑  Huntford 1979, pp. 344–45.
84. ↑  Langner, pp. 144–45.
85. ↑  Huntford 1979, p. 346.
86. ↑  Amundsen, p. 179, Vol. I.
87. ↑  Huntford 1979, p. 347.
88. ↑  Langner, p. 145.
89. ↑  Turley, p. 79.
90. ↑  Huntford 1979, p. 350.
91. 1 2  Huntford 1979, p. 352.
92. ↑  Langner, p. 149.
93. 1 2  MacPhee, p. 106.
94. ↑  Amundsen, p. 254, Vol. I.
95. ↑  Huntford 1979, pp. 357–58.
96. ↑  Langner, p. 151.
97. ↑  Langner, pp. 149–50.
98. ↑  Huntford 1979, pp. 355–56.
99. ↑  Huntford 1979, p. 379.
100. ↑  Langner, p. 159.
101. ↑  Huntford 1979, pp. 382–83.
102. ↑  Huntford 1979, p. 390.
103. ↑  Langner, p. 160.
104. ↑  MacPhee, pp. 120–21.
105. ↑  Langner, pp. 160–61.
106. ↑  Langner, p. 161.
107. 1 2 3  Langner, p. 170.
108. ↑  MacPhee, p. 123.
109. 1 2  Huntford 1979, p. 407.
110. ↑  Langner, p. 172.
111. ↑  Huntford 1979, p. 408.
112. ↑  Langner, pp. 172–73.
113. ↑  Huntford 1979, p. 409.
114. ↑  Langner, pp. 174–75.
115. ↑  Langner, p. 175.
116. ↑  Huntford 2001, p. 571.
117. ↑  MacPhee, p. 131.
118. ↑  Huntford (The Last Place on Earth) 1985, p. 386.
119. ↑  Turley, p. 86.
120. 1 2  Langner, p. 178.
121. ↑  Langner, p. 179.
122. ↑  Huntford 1979, pp. 430–37.
123. 1 2  MacPhee, p. 143.
124. ↑  Huntford 1979, p. 450.
125. ↑  Amundsen, pp. 63–66, Vol. II.
126. ↑  Langner, pp. 184–85.
127. ↑  Amundsen, pp. 67–73, Vol. II.
128. ↑  Amundsen, pp. 105–07, Vol. II.
129. ↑  Huntford 1979, p. 459.
130. ↑  Huntford (The Last Place on Earth) 1985, pp. 451–52.
131. ↑  Langner, p. 193.
132. ↑  Huntford 1979, p. 487.
133. ↑  Amundsen, p. 122, Vol. II.
134. ↑  Langner, pp. 195–96.
135. ↑  Huntford 1979, p. 491.
136. 1 2  MacPhee, p. 155.
137. ↑  Huntford 1979, pp. 494–95.
138. ↑  MacPhee, p. 169.
139. ↑  Turley, pp. 118–19.
140. ↑  Amundsen, p. 157, Vol. II.
141. ↑  Langner, p. 206.
142. ↑  Turley, p. 120.
143. ↑  Amundsen, pp. 173–74, Vol. II.
144. ↑  Huntford (The Last Place on Earth) 1985, pp. 493–97.
145. ↑  Huntford (The Last Place on Earth) 1985, pp. 510–11.
146. ↑  Amundsen, p. 352, Vol. II.
147. ↑  Amundsen, p. 216, Vol. II.
148. ↑  Amundsen, pp. 240 and 246, Vol. II.
149. ↑  Amundsen, pp. 249–61, Vol. II.
150. ↑  Huntford (The Last Place on Earth) 1985, pp. 493.
151. ↑  Amundsen, p. 316, Vol. II.
152. ↑  Amundsen, pp. 328–31, Vol. II.
153. ↑  Amundsen, pp. 316–28, Vol. II.
154. ↑  Amundsen, pp. 331–46, Vol. II.
155. ↑  Hamre, p. 417.
156. ↑  Amundsen, pp. 271–72, Vol. II.
157. ↑  Huntford 1979, p. 527.
158. ↑  Sydpolsmedaljen (Norway's South Polar medal).
159. 1 2  Huntford (The Last Place on Earth) 1985, pp. 511–16.
160. ↑  Jones, pp. 89–90.
161. ↑  The Times, 9 March 1912, p. 5.
162. ↑  Barczewski, p. 121.
163. 1 2  Huntford (Shackleton) 1985, p. 344.
164. ↑  Huntford (The Last Place on Earth) 1985, p. 525.
165. ↑  Preston, p. 242.
166. ↑  Jones, p. 248.
167. 1 2  Huntford (The Last Place on Earth) 1985, pp. 525–26.
168. 1 2 3  Barczewski, pp. 1–2.
169. ↑  Cherry-Garrard, p. 607.
170. ↑  Huntford (The Last Place on Earth) 1985, pp. 532–33.
171. ↑  Fleming, pp. 411–14.
172. ↑  Fleming, p. 420.
173. ↑  Huntford 1979, p. 496.
174. ↑  Sverre Helge Hassel.
175. ↑  Oscar Wisting.
176. ↑  Huntford 1979, p. 529.
177. ↑  The Daily Telegraph, 19 December 2004.
178. ↑  “Scott of the Antarctic could have been saved if his orders had been followed, say scientists”. The Telegraph. (2012年12月31日) 2013年3月27日閲覧。 {{cite news}}: |first=を指定する場合、|last=も指定してください。 (説明)⚠
179. ↑  Preston, p. 221.
180. ↑  National Science Foundation, 27 April 2009.

### 書籍
- Amundsen, Roald; Nilsen, Thorvald; Prestrud, Kristian; Chater, A.G. (tr.), (1976) [1912]. The South Pole: An Account of the Norwegian expedition in the Fram, 1910–12 (Volumes I and II). London: C. Hurst & Company. ISBN 0-903983-47-8 First published in 1912 by John Murray, London.
- Barczewski, Stephanie (2007). Antarctic Destinies: Scott, Shackleton and the Changing Face of Heroism. London and New York: Hambledon Continuum. ISBN 978-1-84725-192-3
- Cacho Gómez, Javier (2011). Amundsen-Scott: duelo en la Antártida. Madrid: Fórcola. ISBN 978-84-15174-31-8
- Cherry-Garrard, Apsley (1970) [1922]. The Worst Journey in the World. London: Penguin Books. ISBN 0-14-009501-2 First published in 1922 by Chatto and Windus, London.
- Crane, David (2005). Scott of the Antarctic. London: HarperCollins. ISBN 978-0-00-715068-7
- Fairley, T.C. (1959). Sverdrup's Arctic Adventures. London: Longmans. OCLC 732299190
- Fleming, Fergus (2002). Ninety Degrees North. London: Granta Books. ISBN 1-86207-535-2
- Hamre, Ivar (November 1933). "The Japanese South Polar Expedition of 1911–1912: A Little-Known Episode in Antarctic Exploration". The Geographical Journal 82 (5): 411–423.
- Herbert, Wally (1989). The Noose of Laurels. London: Hodder & Stoughton. ISBN 0-340-41276-3
- Huntford, Roland (1979). Scott and Amundsen. London: Hodder and Stoughton. ISBN 0-340-19565-7
- Huntford, Roland (1985). The Last Place on Earth. London and Sydney: Pan Books. ISBN 0-330-28816-4
- Huntford, Roland (1985). Shackleton. London: Hodder & Stoughton. ISBN 0-340-25007-0
- Huntford, Roland (2001). Nansen. London: Abacus. ISBN 0-349-11492-7
- Jones, Max (2003). The Last Great Quest. Oxford (UK): Oxford University Press. ISBN 0-19-280483-9
- Langner, Rainer-K.; Beech, Timothy (tr.) (2007). Scott and Amundsen: Duel in the Ice. London: Haus Publishing. ISBN 978-1-905791-08-8
- MacPhee, Ross (2010). Race to the end: Amundsen, Scott, and the attainment of the South Pole. New York and London: Sterling Innovation. ISBN 978-1-4027-7029-6
- Maxtone-Graham, John (2000). Safe Return Doubtful: The Heroic Age of Polar Exploration. London: Constable. ISBN 0-09-480330-7
- Nansen, Fridtjof (1897). Farthest North, Volume I. London: Archibald Constable & Co. OCLC 499726131
- Preston, Diana (1999). A First Rate Tragedy. London: Constable. ISBN 0-09-479530-4
- Riffenburgh, Beau (2005). "Nimrod": the Extraordinary Story of Shackleton's First Expedition. London: Bloomsbury Publishing. ISBN 0-7475-7253-4
- Scott, J.M. (1971). Fridtjof Nansen. Sheridan, Oregon: Heron Books. OCLC 143929
- Solomon, Susan (2001). The Coldest March: Scott's Fatal Antarctic Expedition. New Haven, Connecticut: Yale University Press. ISBN 0-300-09921-5
- Turley, Charles (1935). Roald Amundsen, explorer. London: Methuen. OCLC 3331281

### オンライン
- “Amundsen Would Compare”. The New York Times. (1909年9月8日) 2011年10月15日閲覧。
- “Amundsen-Scott South Pole Station”. Office of Polar Programs.   National Science Foundation (2009年4月27日). 2011年10月16日閲覧。
- Barr, William (1985). “Aleksandr Stepanovich Kuchin: The Russian who went South with Amundsen”. Polar Record (Cambridge University Press) 22 (139):  401–412. doi:10.1017/S0032247400005647.
- “Captain Amundsen's Achievement. Work Of Previous Explorers”. The Times (London):  p. 5. (1912年3月9日) (要購読契約)
- Rees, Jasper (2004年12月19日). “Ice in our Hearts”. The Daily Telegraph (London) 2011年10月14日閲覧。
- “The Polar Ship Fram”.   The Fram Museum. 2011年10月16日閲覧。
- “Sverre Helge Hassel”.   The Fram Museum. 2011年11月11日閲覧。
- “Oscar Wisting”.   The Fram Museum. 2011年11月11日閲覧。
- Weinstock, John. “Sondre Norheim: Folk Hero to Immigrant”.   The Norwegian-American Historical Association. 2011年10月16日閲覧。
- “Sydpolsmedaljen”.   Store Norske Leksikon. 2011年11月11日閲覧。 (in Norwegian)